# Сьерра-Мадрона
Сьерра-Мадрона (исп. Sierra Madrona) — горный массив в южной Испании, часть хребта Сьерра-Морена.
Высшая точка — гора Баньюэлас (1332 м). Северные склоны плавно переходят в плоскогорье Месета, южные склоны хребта резко обрываются к Андалусской низменности. Хребет сложен кристаллическими горными породами и был образован в результате поднятия, вызванного движением в северном направлении Африканской плиты. Имеются месторождения руд меди и марганца, ртути, пиритов, некоторые из которых разрабатываются с древних времён. Сьерра-Мадрона расположена на территории провинций Сьюдад-Реаль (Кастилия-Ла-Манча), Кордова и Хаэн (Андалусия).
Склоны массива покрыты средиземноморскими вечнозелёными кустарниками и широколиственными лесами (дуб, бук, каштан).